# Anton Loibl GmbH
Die Anton Loibl GmbH war ein vom Persönlichen Stab des Reichsführers SS im September 1936 zur Verwertung eines Patents gegründetes Unternehmen mit Sitz in Berlin. Es handelte sich dabei um die Erfindung von Pedal-Rückstrahlern für Fahrräder durch den mit Heinrich Himmler gut bekannten SS-Hauptsturmführer Anton Loibl, einen ehemaligen Kraftfahrer Adolf Hitlers, Träger des Blutordens und des Goldenen Parteiabzeichens.
Gemäß § 25 der Verordnung über das Verhalten im Straßenverkehr (Straßenverkehrs-Ordnung – StVO) vom 13. November 1937 mussten erstmals in den Verkehr gebrachte Fahrräder an beiden Seiten der Tretteile (Pedale) amtlich geprüfte Rückstrahler von gelber Färbung führen. Alle Fahrradfabriken mussten für die von ihnen hergestellten Tretstrahler Lizenzgebühren an die Anton Loibl GmbH zahlen, die das Patent erworben hatte. Der Gewinn der GmbH belief sich 1939 auf 600.000 RM.
Die Gesellschaft musste auf Anweisung Himmlers jährlich 290.000 RM an den Lebensborn e.V. und an die „Ahnenerbe-Stiftung“ zur Finanzierung der Forschungsgemeinschaft Deutsches Ahnenerbe abführen. Diese Zahlungen zu erwirtschaften, war Hauptzweck des Unternehmens. Der Anteil des Ahnenerbes betrug 1938 77.740 RM, der Lebensborn erhielt ab 1939 zwischen 100.000 und 150.000 pro Jahr. 
Anton Loibl war ursprünglich Mitgeschäftsführer und Mitinhaber des Unternehmens und erhielt 50 % der Einnahmen, insgesamt etwa 500.000 RM. Ende 1939 oder Anfang 1940 wurde er wegen Inkompetenz entlassen.
Die Firma wurde zur Entwicklung von „technischen Artikeln aller Art“ im Handelsregister eingetragen und diversifizierte später auch hin zu anderen Produkten wie beispielsweise der Verwertung eines Glühlampenpatents.
Im Januar 1938 führte Loibl einen Besucher durch ein Prüflabor für Flugzeugmotoren in einem Außenlager des KZ Dachau, das auch Zwangsarbeiter einsetzte.
Nach dem Organigramm des von Oswald Pohl geleiteten Hauptamts Verwaltung und Wirtschaft war die Anton Loibl GmbH dem Amt III B/Hauptabteilung III B 3 Patentauswertung unter Leitung von SS-Oberführer Karl Möckel zugeordnet. Pohl wurde im Prozess gegen das Wirtschafts-Verwaltungshauptamt der SS zum Tode verurteilt und hingerichtet. 
Die Ausrüstung von Fahrradpedalen mit nach vorn und nach hinten wirkenden gelben Rückstrahlern ist heute in § 67 Abs. 5 StVZO vorgeschrieben.